# Mersad Berber
Mersad Berber (* 1. Januar 1940 in Bosanski Petrovac, Königreich Jugoslawien; † 9. Oktober 2012 in Zagreb, Kroatien) war ein bosnischer Maler, Graphiker und Designer von Bildteppichen. Er war Gründungsmitglied der Akademie der Künste in Sarajewo.

## Leben und Werk
Mersad Berber wurde als erster Sohn von Muhammed Berber und dessen Frau Sadika Berber in Bosanski Petrovac, einer Stadt im Norden Bosniens, geboren. Sadika Berber war eine in Bosnien renommierte Teppichweberin, Gründerin einer Schule für Teppichweberei, die später mehrere Gemälde ihres Sohnes als Teppiche ausführte. In Folge der kriegerischen Auseinandersetzungen auf dem Balkan floh die Familie ein Jahr nach seiner Geburt nach Banja Luka.
Er absolvierte ein Studium der bildenden Kunst an der Akademie für Bildende Kunst und Design Ljubljana mit einem Master-Abschluss in Graphik bei Riko Debenjak (1908–1987). 1961 wurden seine Arbeiten erstmals an der Ljubljana Graphic Arts Biennial ausgestellt. 1965 hatte er seine erste Einzelausstellung an der City Gallery in Ljubljana. 1967 nahm er an der 7. International Exhibition of Graphic Arts in Ljubljana teil. 1969 war er Teilnehmer an der 11. Biennale von São Paulo
Ab 1979 war er Dozent für Graphik an der Akademie der Künste Sarajevo. Während der Jugoslawienkriege wurde 1991 sein Atelier in Sarajevo zerstört, und er floh 1992 nach Kroatien.

## Ausstellungen
- 2007: Mersad Berber, Albermale Gallery, London[8]
- 2017: Mersad Berber, An Allegory of Bosnia, Pera-Museum, Istambul[2]
- 2019: Mersad Berber Retrospective Exhibition, Klovićevi Dvori Gallery, Zagreb[9]